# Gerhard Magnusson
Gustaf Gerhard Magnusson, född 15 december 1872 i Stockholm, död där 25 maj 1940, var en svensk journalist, författare, bankdirektör och riksdagsman. 

## Biografi
Magnusson var medarbetare i Social-Demokraten från 1899, dess andre redaktör 1908–1910 och huvudredaktör 1910–1912. Han startade den socialdemokratiska skämttidningen Karbasen som utgavs i Stockholm 1901–1908 och var dess redaktör 1901–1906. 
Han var som riksdagsman ledamot av första kammaren 1913–1920, invald i Värmlands läns valkrets. Mellan 1910 och 1920 var han ledamot av stadsfullmäktige i Stockholm. Åren 1919–1920 var han fullmäktiges ordförande.
Han tvingades lämna sina förtroendeuppdrag 1920. Detta efter avslöjanden i borgerlig press under valrörelsen, att han tillsammans med LO:s ordförande Herman Lindqvist och ecklesiastikminister Värner Rydén, skulle ha tjänat pengar på spekulationsaffärer i ett importbolag för bränsle och livsmedel och därmed profiterat på nöden under första världskriget. Det uppdagades också att han beställt ett mausoleumliknande gravmonument till sig själv i röd granit för en kostnad av drygt 40 000 kronor. Gerhard Magnusson är begravd på Norra begravningsplatsen utanför Stockholm.